# خياطة تنجيدية عمودية

جميع العضات في مستوى عمودي واحد.

الخياطة التنجيدية العمودية (بالإنجليزية: vertical mattress suture)‏ هي إحدى أنواع الخياطة الجراحية التي تستخدم في غلق جروح الجلد. وتكمن فائدة الخياطة التنجيدية العمودية في أنها تقوم بقفل كل من الطبقات السطحية والعميقة، كما تتيح أيضًا انقلابًا مثاليًا ومقاومة رأسية لحواف الجلد السطحية. بيد أن من مساوئها الميل الشديد نحو الغوص داخل طبقات الجلد وترك ندبات بارزة لعلامة الغرز.

## الاستخدامات
يشيع استخدام الخياطة التنجيدية العمودية في الأغلب في المواضع التشريحية التي تميل نحو الانقلاب مثل الناحية الخلفية للرقبة وراحة اليدين والمواضع التي تتميز برخاوة كبيرة في الجلد مثل قفل الجلد المتهدل بعد إزالة كيسية جلدانية. وتفيد تلك الخياطة في التهتك العميق، حيث يمكنها استبدال طبقتين من الخياطة العميقة والسطحية. فيمكنها المساعدة في ضم الطبقات العميقة معًا فقط، مما يسمح بعمل عدة غرز متقاطعة بسيطة أو غرز متتالية لقفل الجزء المتبقي من الجلد السطحي.

## الأسلوب
تتم الخياطة التنجيدية العمودية بنظام «بعيد-بعيد-قريب-قريب» من العضات. تدخل الحلقة «بعيد-بعيد» وتخرج من سطح الجلد بزاوية 90 درجة، بحيث تبعد بعض الغرز بمقدار 4 إلى 8 ميلليمتر من هامش الجرح. وتمر الخياطة بصورة عميقة نسبيًا داخل الأدمة. تدخل الحلقة «قريب-قريب» سطح الجلد وتخرج بعمق 1 إلى 2 ميلليمتر من هامش الجرح، مما يسمح بالمرور عبر الجرح بعمق 1 ميلليمتر. ونظرًا لدرجة التحكم الدقيقة التي توفرها الخياطة التنجيدية العمودية، يجب أن تكون العضات متناظرة، لا سيما عمق حلقة «قريب-قريب»، أو سيكون الجرح غير منتظم بصورة ثابتة وسيشفى مع وجود «صف» على أحد الجانبين. ويتم إحكام العقدة فقط حتى يتم تحقيق مقدار كافٍ من التعارض والانقلاب. ويزيد الإحكام المحكم جدًا من احتمالية تهتك مادة الخياطة داخل الجلد، مع مراعاة التورم الذي سيحدث أثناء شفاء الجرح. وتحد التقوية (وضع لفافات صغيرة من الشاش تحت سطح الحلقات قبل إحكامها) من تهتك مادة الخياطة داخل الجلد.

## الميزات والمساوئ
تتفوق الخياطة التنجيدية العمودية على جميع أنواع الخياطة الأخرى بفضل قدرتها الرباعية على غلق الجرح من أعماقه وعلى السطح، وقلب حافة الجرح والضبط العمودي الدقيق لهوامش الجرح السطحية. بيد أن ميزة التحكم الدقيق تعني أيضًا أن الخياطة التنجيدية العمودية لا تتسامح مع أخطاء من يقوم بالخياطة، لا سيما فيما يتعلق بالانتظام العمودي السيء لحواف الجرح. وكما ذكر عاليه، تميل الخياطة التنجيدية العمودية إلى التعمق في الجلد مثل قاطعة الجبن السلكية، ومن ثم فهي تميل أكثر من أنواع الخياطة الأخرى إلى ترك «علامات متعامدة» - ندبات صغيرة بطول الجرح الرئيسي. وتحد التقوية من تلك المشكلة ولكنها تزيد بالضرورة من تعقيد الغرزة. وبصورة عامة، فإن ميل الخياطة التنجيدية العمودية إلى ترك علامات متعامدة يحد من استخدامها في المناطق التجميلية الحساسة، مثل الوجه، ويظل من الواجب إزالة الغرز في أقرب وقت ممكن عند استخدامها في أي مكان آخر في الجسم.